# Bernhard Grzimek
Bernhard Klemens Maria Hoffbauer Pius Grzimek (Neisse —actual Nysa—, 24 de abril de 1909 - Fráncfort del Meno, 13 de marzo de 1987) fue un zoólogo, director de zoológico y conservacionista animal de nacionalidad alemana.
Durante el período de entreguerras sirvió como veterinario; posteriormente, fue el director del Zoológico de Fráncfort (1945-1974). Entre sus proyectos estuvo la protección del parque nacional Serengueti (Tanzania). Desde 1960 hasta su fallecimiento, editó la revista Das Tier, en colaboración de Konrad Lorenz y Heini Hediger. Publicó algunas de sus primeras obras bajo el seudónimo de Clemens Hoffbauer.
Entre sus obras fílmicas destacan El Serengueti no debe morir (en alemán: Serengeti darf nicht sterben; 1959), que obtuvo el Óscar al mejor documental largo en la 32.ª entrega de los premios de la Academia. Su hijo, Michael Grzimek —quien participaba como director de fotografía—, murió durante el rodaje cuando el Dornier Do 27 que pilotaba chocó con un buitre leonado.
El canciller alemán Willy Brandt lo nombró «defensor del medio ambiente»; sin embargo, dimitió en 1977, a modo de protesta contra las deficientes medidas del gobierno para la conservación de la naturaleza.

## Obras

### Películas
- 1956. Kein Platz für wilde Tiere
- 1959. El Serengueti no debe morir (Serengeti darf nicht sterben)
- 1956-1980. Ein Platz für Tiere (serie televisiva)

### Libros
En alemán
- 1941. Wir Tiere sind ja gar nicht so! Franckh'sche Verlagshandlung
- 1943. Wolf Dschingis: Neue Erlebnisse, Erkenntnisse und Versuche mit Tieren, Franckh'sche Verlagshandlung
- 1951. Affen im Haus und andere Tierberichte, Franckh'sche Verlagshandlung
- 1952. Flug ins Schimpansenland: Reise durch ein Stück Afrika von heute, Franckh'sche Verlagshandlung
- 1956. 20 Tiere und ein Mensch
- 1956. Thulo aus Frankfurt - Rund um die Giraffe, Franckh'sche Verlagshandlung
- 1959. Serengeti darf nicht sterben (über die Arbeit am Film)
- 1960. Kein Platz für wilde Tiere
- 1961. Unsere Brüder mit den Krallen
- 1963. Wir lebten mit den Baule. Flug ins Schimpansenland
- 1965. Wildes Tier, weißer Mann
- 1968. Grzimeks Tierleben, 16 vol.
- 1969. Grzimek unter Afrikas Tieren: Erlebnisse, Beobachtungen, Forschungsergebnisse
- 1974. Auf den Mensch gekommen: Erfahrungen mit Leuten
- 1974. Vom Grizzlybär zur Brillenschlange: Ein Naturschützer berichtet aus vier Erdteilen, Kindler
- 1974. Einsatz für Afrika: Neue Erlebnisse mit Wildtieren, Kindler
- 1974. Tiere, mein Leben: Erlebnisse und Forschungen aus fünf Jahrzehnten, Harnack
- 1975. Grzimek's Animal Life Encyclopedia, 13 vol., Van Nostrand Reinhold Company, Nueva York [traducción al inglés de su publicación de 1968]
- 1977. Und immer wieder Pferde. Kindler
- 1988. Grzimeks Enzyklopädie der Säugetiere, Kindler Verlag, Múnich.
- 1990. Grzimek's Encyclopedia of Mammals, 5 vol., McGraw-Hill, Nueva York, ISBN 0-07-909508-9 [traducción al inglés de la publicación de 1988]
- 2004. Grzimek's Animal Life Encyclopedia, 2nd. ed., 17 vol., Thomson-Gale, Detroit, ISBN 0-7876-5362-4 [revisión de la publicación de 1975]

En francés
- 1953. Éducation des singes. Denoël, París
- 1960. La brousse sous mes ailes - Serengeti ne doit pas mourir. Le Livre Contemporain, París
- 1971-1975. FONTAINE Maurice y GRZIMEK Bernhard (editores). Le Monde animal en 13 volumes. Editions Stauffacher, Zúrich
  - Tomo I : Animaux inférieurs
  - Tomo II : Insectes
  - Tomo III : Mollusques & Echinodermes
  - Tomo IV : Poissons 1
  - Tomo V : Poissons 2 & Amphibiens
  - Tomo VI : Reptiles
  - Tomos VII, VIII y IX : Oiseaux 1, 2, 3
  - Tomos X, XI, XII y XIII : Mammifères 1, 2, 3, 4.

## Premios y nominaciones
Premios Óscar
| Año  | Categoría        | Película                | Resultado |
| ---- | ---------------- | ----------------------- | --------- |
| 1960 | Mejor documental | Serengeti Shall Not Die | Ganador   |

Festival Internacional de Cine de Berlín
| Año  | Categoría               | Película | Resultado |
| ---- | ----------------------- | -------- | --------- |
| 1956 | Oso de Oro (Documental) | Bambuti  | Ganador   |